# Poverty Row
Poverty Row era un termine gergale usato a Hollywood dagli anni '20 fino agli anni '50 per riferirsi a una varietà di piccoli studi cinematografici "di serie B" e per lo più di breve durata. Sebbene molti di essi si trovassero nell'odierna Gower Street a Hollywood (o nelle vicinanze), il termine non si riferiva necessariamente a un luogo fisico specifico ma era piuttosto un'espressione figurata per i film a basso budget prodotti da questi studi di livello inferiore.
I film di Poverty Row, molti dei quali erano western (comprese serie come Billy the Kid, con Buster Crabbe) o serie comiche / avventurose come quelle con i Bowery Boys (Monogram Pictures) e investigative come The Shadow (dedicata all'Uomo Ombra), erano generalmente caratterizzati da budget bassi, cast composti da attori minori o sconosciuti e standard di produzione complessivi che tradivano involontariamente la fretta e l'economia con cui erano stati realizzati.

## Studios
Mentre alcuni studi di Poverty Row nascevano e morivano rapidamente dopo alcune produzioni, altri operarono più o meno negli stessi termini - anche se su scale molto diverse - dei grandi studi cinematografici come Metro-Goldwyn-Mayer, Warner Bros. e Paramount Pictures.
Le società di livello inferiore di maggior successo e più longeve mantennero lotti permanenti (e molti set in piedi che gli spettatori dedicati potevano riconoscere frequentemente di film in film), avevano sia un cast che la troupe con un contratto a lungo termine e avevano una produzione più varia rispetto alle piccole imprese.

## Le maggiori case
- CBC Productions (in seguito diventata Columbia Pictures), fondata da Harry Cohn, è stata considerata uno studio di Poverty Row dal 1919 fino alla sua riorganizzazione nel 1924.
- Tiffany Pictures è stata operativa dal 1921 al 1932 sia come società di produzione (circa 90 film) che come distributore.
- Mascot Pictures è stata fondata nel 1927 da Nat Levine e si è fusa in Republic Pictures nel 1935.
- Larry Darmour Productions è fiorita dal 1927 agli anni '30, principalmente grazie alla popolarità della sua serie di cortometraggi Mickey McGuire con protagonista Mickey Rooney. Darmour è stato anche il principale produttore della Majestic Pictures fino al 1935.
- Monogram Pictures è stata creata nel 1931 dalla fusione di Sono Art-World Wide Pictures con Rayart di W. Ray Johnston. Dopo il tentativo di fusione nel 1935 di Monogram con Republic Pictures, Johnston ha ripreso Monogram indipendente, e nei decenni successivi ha prodotto di tutto, dai musical per adolescenti / universitari interpretati da famose band swing a versioni di classici come Oliver Twist[7] e gli ultimi film di Kay Francis. Si è evoluto, in condizioni finanziarie relativamente buone, in Allied Artists nel 1953.
- Republic Pictures è stata organizzata nel 1935 quando Herbert J. Yates ha unito altre sei società affermate di lotta alla povertà, Monogram, Mascot Pictures, Liberty Pictures, Majestic Pictures, Chesterfield Pictures e Invincible Films con i suoi Consolidated Film Laboratories. Republic iniziò pubblicando cortometraggi seriali e western con Gene Autry negli anni '30 prima di cavalcare il successo di eventuali superstar come Roy Rogers[8] e John Wayne (quest'ultimo intraprendendo progetti più ambiziosi, come il successo di Wayne del 1952, Un uomo tranquillo).
- Grand National Films Inc. è stata organizzata nel 1936 con alcuni talenti significativi (James Cagney e il regista Charles Lamont), ma non poté sopravvivere senza un proprio canale di distribuzione. Declinò rapidamente nel 1939, avendo pubblicato circa 100 film in tutto.
- Producers Releasing Corporation nacque nel 1939 e durò fino al 1946, quando fu assorbita dalla Eagle-Lion Films. La PRC ha presentato una produzione costante di western, film di gangster, con occasionali punti alti, come il classico noir del 1945 di Edgar G. Ulmer[9] Detour[10] e Minstrel Man del 1944, poi nominato per due Academy Awards.[11]

Gli studi più piccoli, tra cui Tiffany Pictures, Sam Katzman's Victory, Mascot e Chesterfield, spesso confezionavano e distribuivano film di produttori indipendenti, film britannici sovvenzionati dal governo inglese o film di exploitation come Belve su Berlino per integrare i propri introiti. A volte gli stessi produttori aprivano un nuovo studio quando il vecchio falliva, come Reliable Pictures e Metropolitan Pictures di Harry S. Webb e Bernard B. Ray.
Alcune aziende come Astor Pictures e Realart Pictures hanno iniziato ottenendo i diritti per ripubblicare film più vecchi da altri studi prima di produrre i propri film.

## Il declino
Il crollo del cosiddetto studio system (e della loro rete di distribuzione vincolante per i cinema, che lasciava le case cinematografiche indipendenti ansiose di riempire i cinema con film prodotti dagli studi del Poverty Row) dopo la sentenza del 1948 del processo United States v. Paramount Pictures, Inc. e l'arrivo della televisione furono i principali fattori che portarono al declino e alla scomparsa definitiva del "Poverty Row" come fenomeno hollywoodiano.